# 伊瀬知好成
伊瀬知 好成（いせち よしなり、1848年11月23日（嘉永元年10月28日）- 1922年（大正11年）9月29日）は、明治から大正期の日本陸軍軍人、政治家。貴族院議員。陸軍中将正三位勲一等功四級男爵。

## 経歴
薩摩藩士。薩摩国鹿児島郡鹿児島城下で伊瀬知勇四郎の息子として生まれる。戊辰戦争に出征し戦傷を受けた。
1871年9月10日（明治4年7月25日）、陸軍少尉に任官。西南戦争に従軍。1886年（明治19年）5月、歩兵第8連隊長となり、1890年（明治23年）6月、歩兵大佐に昇進して近衛歩兵第3連隊長に異動。1894年（明治27年）9月、歩兵第2連隊長に就任。
日清戦争に出征し、旅順攻略戦に参加。1895年（明治28年）1月、大寺安純少将の後任として第1師団参謀長となった。翌月、陸軍少将として大寺少将後任の歩兵第11旅団長に就任。同年11月、威海衛占領軍司令官を兼務し、1896年（明治29年）5月に復員。1898年（明治31年）10月、近衛歩兵第2旅団長。1900年（明治33年）4月、陸軍中将に進み、第6師団長に親補された。1902年（明治35年）5月に休職し、1904年（明治37年）6月、留守近衛師団長として復帰したが、1906年（明治39年）5月14日に再び休職し、翌年11月13日、予備役に編入。1909年4月1日に後備役となる。1914年（大正3年）4月1日に退役した。
1907年（明治40年）9月21日、西南・日清・日露戦争の軍功により男爵を叙爵した。1910年（明治43年）12月27日、貴族院勅選議員に就任した。公正会に所属して活動し、1922年10月1日まで在任した。

## 栄典
位階
- 1886年（明治19年）7月8日 - 正六位[14]
- 1891年（明治24年）12月28日 - 従五位[15]
- 1895年（明治28年）6月8日 - 正五位[16]
- 1900年（明治33年）6月11日 - 従四位[17]
- 1907年（明治40年）12月10日 - 正四位[18]
- 1916年（大正5年）12月20日 - 従三位[19]
- 1922年（大正11年）9月30日 - 正三位[20]

勲章等
- 1886年（明治19年）11月30日 - 勲三等旭日中綬章[21]
- 1895年（明治28年）
  - 8月20日 - 功四級金鵄勲章・勲二等瑞宝章[22]
  - 11月18日 - 明治二十七八年従軍記章[23]
- 1905年（明治38年）11月30日 - 勲一等瑞宝章[24]
- 1906年（明治39年）4月1日 - 旭日大綬章・明治三十七八年従軍記章[25]
- 1907年（明治40年）
  - 9月21日 - 男爵 [26]
- 1915年（大正4年）11月10日 - 大礼記念章[27]
- 1917年（大正6年）1月20日 - 御紋付銀杯[28]
- 1920年（大正9年）11月1日 - 金杯一個[29]

## 親族
- 長男 弘（歩兵中尉、1905年戦死）[3]
- 二男 輝（男爵）[3]
- 曾孫 伊瀬知成好（元NHKチーフアナウンサー）[3]